# 머치뮤직 비디오 어워즈
머치뮤직 비디오 어워드(Much Music Video Awards)는 캐나다의 텔레비전 채널 머치뮤직에서 시행하는 연간 시상식이다. MMVA 혹은 MMVAs로도 알려져있다. 1995년부터 캐내디안 뮤직 비디오 어워드 (Canadian Music Video Awards)에서 현재 시상식 명칭으로 바꿨다.

## 수상 부분

### 현재
- 올해의 비디오(Video of the Year)
- 베스트 디렉터
- 베스트 포스트 프로덕션
- 베스트 팝 비디오
- 베스트 록/얼터너티브 비디오
- 베스트 힙합 비디오
- 베스트 EDM/댄스 비디오
- 베스트 머치팩트 비디오(MuchFACT Video)
- 베스트 인터내셔널 아티스트
- Most Buzzworthy International Artist or Group
- Most Buzzworthy Canadian
- Fan Fave Video
- Fan Fave Artist or Group
- Fan Fave International Artist or Group

### 과거
- 베스트 시네마토그래피(Best Cinematography)
- 베스트 와치드 비디오(Best Watched Video)